# Karang (langue)
Pour les articles homonymes, voir Karang.
Le karang est une langue mbum parlée au Cameroun par environ 17 000 personnes (2009), et au Tchad par plus d’un millier de personnes.
Au Cameroun elle est parlée dans la région du Nord, le département du Mayo-Rey, la commune de Madingring, la frontière méridionale du parc national de Bouba Ndjida, au sud de Madingring, vers le sud-est jusqu'à Lawzigoy, dans 25 villages.

## Classification
Le karang fait partie du groupe de langues mbum, qui sont rattachées à la branche adamaoua-oubanguienne de la famille nigéro-congolaise.

## Écriture
| Majuscule | A | B | Ɓ | D | Ɗ | E | F | G | GB | H | I | K | KP | L | M | MB | MGB | N | ND | NZ | Ŋ | ŊG | O | Ɔ | P | R | S | T | U | V | VB | W | Y | Ƴ | Z |
| Minuscule | a | b | ɓ | d | ɗ | e | f | g | gb | h | i | k | kp | l | m | mb | mgb | n | nd | nz | ŋ | ŋg | o | ɔ | p | r | s | t | u | v | vb | w | y | ƴ | z |

La nasalisation est indiquée à l’aide de la cédille : ‹ a̧, ȩ, i̧, o̧, u̧ ›.
Le seul ton écrit est le ton haut, et est indiqué avec l’accent aigu : ‹ á, é, í, ó, ɔ́, ú › ; et il peut être combiné avec la nasalisation : ‹ á̧, ȩ́, í̧, ó̧, ú̧ ›.
Les voyelles longues sont indiquées en les suivant d’un ‹ h ›.